# Głazek leśny
Głazek leśny (Medon rufiventris) – gatunek chrząszcza z rodziny kusakowatych i podrodziny żarlinków.
Gatunek ten został opisany w 1837 roku przez Alexandra von Nordmanna jako Lathrobium rufiventris.
Chrząszcz o ciele długości od 3,5 do 4 mm, ubarwiony brunatnordzawo z brunatnoczarną głową. Wierzch głowy jest pośrodku gładki, bardzo skąpo punktowany, o odległościach między punktami wielokrotnie większych niż ich średnica. Warga górna ma przednią krawędź z dwoma małymi ząbkami i niegłębokim wgłębieniem między nimi. Punktowanie błyszczącego przedplecza jest rzadkie i delikatne. Odnóża tylnej pary mają stopy znacznie krótsze niż golenie. Odwłok samca ma piąty sternit o tylnym brzegu płytko wyciętym, a szósty sternit z tylną krawędzią kątowato wyciętą.
Owad znany z Hiszpanii, Francji, Niemiec, Austrii, Włoch, Polski, Czech, Słowacji, Węgier, Ukrainy, Słowenii, Chorwacji, Bośni i Hercegowiny, Rumunii, Grecji i Afryki Północnej (Algierii i Tunezji). Zasiedla lasy mieszane. Bytuje pod kamieniami, w ściółce oraz w pniakach i starych, zmurszałych pniach drzew iglastych i liściastych.